# Olivier Darrigol
Olivier Darrigol est un historien des sciences français.

## Biographie
Olivier Darrigol a étudié de 1975 à 1979 à l'École normale supérieure (agrégation de physique 1978) et a obtenu son doctorat en 1982 à l'Université de Paris I avec une thèse sur l'histoire de la théorie quantique des champs. En 1992 il obtient une habilitation à diriger des recherches à l'université de Paris VII.
Darrigol est directeur de recherche au CNRS à Paris et professeur à l'Université de Paris VII (Denis Diderot), membre de l'équipe SΦHERE (sciences, philosophie, histoire). Il a été chercheur invité à l'Université de Californie à Berkeley.
Il a écrit des livres sur l'histoire de l'électrodynamique, de la mécanique quantique et de la mécanique des fluides.

## Publications
- (en) Olivier Darrigol, From c-numbers to q-numbers : the classical analogy in the history of quantum theory, Berkeley, University of California Press, 1992, 388 p. (ISBN 0-520-07822-5)
- (en) Olivier Darrigol, « God, waterwheels, and molecules: Saint-Venant's anticipation of energy conservation », Historical Studies in the Physical and Biological Sciences, vol. 31, no 2,‎ 2001 (lire en ligne)
- (en) Olivier Darrigol, Electrodynamics from Ampère to Einstein, Oxford University Press, 2003, 552 p. (ISBN 978-0-19-850593-8, lire en ligne)
- (en) Olivier Darrigol, Worlds of Flow. A History of Hydrodynamics from the Berboullis to Prandtl, Oxford University Press, 2005, 356 p. (ISBN 978-0-19-856843-8, lire en ligne)
- Olivier Darrigol, Les équations de Maxwell, de MacCullagh à Lorentz, Paris, Belin, 2005, 271 p. (ISBN 2-7011-3075-1)
- (en) Olivier Darrigol, A history of optics : from Greek antiquity to the nineteenth century, Oxford, Oxford University Press, 2012, 327 p. (ISBN 978-0-19-964437-7, lire en ligne)
- (en) Olivier Darrigol, Physics and necessity : rationalist pursuits from the cartesian past to the quantum present, Oxford, Oxford University Press, 2014, 400 p. (ISBN 978-0-19-871288-6, lire en ligne)
- (en) Olivier Darrigol, Atoms, Mechanics, and Probability : Ludwig Boltzmann's Statistico-Mechanical Writings : An Exegesis, Oxford, Oxford University Press, 2018, 612 p. (ISBN 978-0-19-881617-1, lire en ligne)

## Distinctions
- Prix Marc-Auguste Pictet de la Société de physique et d'histoire naturelle de Genève en 2000[2].
- Prix Grammaticakis-Neuman de l'Académie des sciences morales et politiques en 2004.